# Championnat de France de rugby à XV 1995-1996
Navigation
1994-1995
(Stade toulousain) 1996-1997
(Stade toulousain)
Le Championnat de France de rugby à XV de première division 1995-1996 met aux prises quarante équipes.

## Nouvelles règles
En raison de la professionnalisation du rugby à XV France en 1995, le championnat de 1re division va subir de profondes modifications visant à diminuer le nombre d'équipes jusqu'en 2001.
La 1re division (groupe A) est divisée en deux groupes (A1 et A2), dont les équipes sont classées à partir des résultats de la saison précédente. Il n'y eut ainsi pas de relégation proprement dite des équipes mal classées, conjugué à l'arrivée dans le groupe A2 des équipes ayant atteint les quarts de finale du groupe B : le FC Lourdes, La Rochelle, ES Catalane, Montauban, US Romans, AS Béziers, Paris université club et Blagnac (remplacé finalement par Istres).
Le groupe B est définitivement détaché du Groupe A, et en 1997 le groupe A2 deviendra officiellement le Championnat de France de rugby à XV de 2e division.
Les quatre premières équipes de chaque poule du groupe A1 sont qualifiées pour les huitièmes de finale, huit autres équipes sont qualifiées lors de matchs de barrage avec des équipes du groupe inférieur A2.
Le Stade toulousain remporte le Championnat de France de rugby à XV de première division 1995-1996 après avoir battu le CA Brive en finale. Il obtient son 13e titre de champion de France, le troisième d'une série de quatre consécutifs. Brive perd en finale pour la quatrième fois, le titre lui échappe une fois de plus.
Toulouse, Brive, Pau et Dax se qualifient pour la coupe d’Europe.
Pour la saison suivante cinq équipes sont reversées dans le groupe A2 : Aviron bayonnais, Racing club de France, Montpellier, RRC Nice et FCS Rumilly et sont remplacées par Béziers, Biarritz, Périgueux, Dijon, et le PUC.
Les équipes suivantes sont reléguées en division inférieure : RC Cannes, RC Châteaurenard, SC Graulhet (finalement substitué par le Stade bordelais), US Romans. L'ES Catalane qui a refusé la montée en élite pour cause de budget insuffisant repart en Nationale 2. Les équipes suivantes les remplacent pour la saison suivante : Aurillac, Marmande, Peyrehorade, Stade Français, US La Teste.

## Phase de qualification

### Groupe A1
| Pos | Équipe                | Points |
| --- | --------------------- | ------ |
| 1   | Stade toulousain      | 43     |
| 2   | FC Grenoble           | 41     |
| 3   | RC Toulon             | 40     |
| 4   | RC Narbonne           | 38     |
| 5   | SU Agen               | 36     |
| 6   | USA Perpignan         | 36     |
| 7   | RC Nîmes              | 34     |
| 8   | RRC Nice              | 33     |
| 9   | Aviron bayonnais      | 32     |
| 10  | Racing club de France | 27     |

| Pos | Équipe              | Points |
| --- | ------------------- | ------ |
| 1   | CA Brive            | 42     |
| 2   | CS Bourgoin-Jallieu | 41     |
| 3   | Castres olympique   | 38     |
| 4   | CA Bègles-Bordeaux  | 38     |
| 5   | AS Montferrand      | 38     |
| 6   | Section paloise     | 36     |
| 7   | US Dax              | 36     |
| 8   | US Colomiers        | 34     |
| 9   | FCS Rumilly         | 33     |
| 10  | Montpellier RC      | 24     |

### Groupe A2
| Pos | Équipe                  | Points |
| --- | ----------------------- | ------ |
| 1   | AS Béziers              | 45     |
| 2   | Stade dijonnais         | 42     |
| 3   | ES Argèles              | 40     |
| 4   | FC Lourdes              | 38     |
| 5   | Stade bordelais         | 36     |
| 6   | US Tyrosse              | 36     |
| 7   | Saint-Paul sports rugby | 36     |
| 8   | Stade rochelais         | 33     |
| 9   | SC Graulhet             | 32     |
| 10  | RC Cannes-Mandelieu     | 22     |

| Pos | Équipe                | Points |
| --- | --------------------- | ------ |
| 1   | Biarritz olympique    | 41     |
| 2   | Paris université club | 41     |
| 3   | FC Auch               | 40     |
| 4   | CA Périgueux          | 39     |
| 5   | Stadoceste tarbais    | 38     |
| 6   | Istres sports         | 37     |
| 7   | Valence d'Agen        | 34     |
| 8   | US Montauban          | 33     |
| 9   | US Romans             | 32     |
| 10  | RC Châteaurenard      | 25     |

## Phase finale

### Barrages
| Équipe 1              | Équipe 2        | Résultat |
| --------------------- | --------------- | -------- |
| RRC Nice              | ES Argelès      | 9-12     |
| Biarritz olympique    | AS Montferrand  | 3-40     |
| US Dax                | FC Lourdes      | 49-13    |
| AS Béziers            | USA Perpignan   | 18-31    |
| FC Auch               | US Colomiers    | 9-24     |
| SU Agen               | Stade dijonnais | 35-3     |
| Paris université club | Section paloise | 28-54    |
| CA Périgueux          | RC Nîmes        | 18-15    |

Les équipes dont le nom est en caractères gras sont qualifiées pour les huitièmes de finale et sont assurées de jouer dans l'élite la saison suivante hormis Argeles dont les dirigeants doivent refuser la montée pour des raisons financières.

### Huitièmes de finale
| Équipe 1          | Équipe 2            | Résultat |
| ----------------- | ------------------- | -------- |
| Stade toulousain  | ES Argelès          | 27-16    |
| RC Narbonne       | AS Montferrand      | 23-20    |
| US Dax            | FC Grenoble         | 28-14    |
| RC Toulon         | USA Perpignan       | 16-15    |
| CA Brive          | US Colomiers        | 24-18    |
| SU Agen           | CA Bègles-Bordeaux  | 25-18    |
| Castres olympique | Section paloise     | 6-14     |
| CA Périgueux      | CS Bourgoin-Jallieu | 12-26    |

Les équipes dont le nom est en caractères gras sont qualifiées pour les quarts de finale. Le Castres olympique, finaliste en 1994-95, est éliminé dès les huitième de finale.
Malgré leur élimination, Grenoble, Castres, et Bègles-Bordeaux, classés respectivement 4e, 6e et 7e clubs français à l'issue des matchs de poules se qualifient pour la deuxième coupe d'Europe, nommé conférence européenne.
Mais finalement, Bernard Lapasset fera jouer des matchs de barrages entre les clubs battus en huitième de finale.

### Quarts de finale
| Équipe 1         | Équipe 2            | Résultat |
| ---------------- | ------------------- | -------- |
| Stade toulousain | RC Narbonne         | 12-9     |
| US Dax           | RC Toulon           | 25-11    |
| CA Brive         | SU Agen             | 13-12    |
| Section paloise  | CS Bourgoin-Jallieu | 21-18    |

Les équipes dont le nom est en caractères gras sont qualifiées pour les demi-finales.
Ces quarts de finale voient la dernière apparition de Philippe Sella sous le maillot d'Agen et dans le championnat de France.

### Demi-finales
| Équipe 1         | Équipe 2        | Résultat |
| ---------------- | --------------- | -------- |
| Stade toulousain | US Dax          | 36-23    |
| CA Brive         | Section paloise | 23-21    |

Le Stade toulousain et Brive sont qualifiés pour la finale.

### Finale
| Équipes          | Stade toulousain - CA Brive |
| Score            | 20-13 |
| Date             | 1er juin 1996 |
| Stade            | Parc des Princes |
| Arbitre          | Patrick Thomas |
| Les équipes      | |
| Stade toulousain | Titulaires : Christian Califano, Patrick Soula, Claude Portolan, Hugues Miorin, Franck Belot, Didier Lacroix, Hervé Manent, Sylvain Dispagne, Jérôme Cazalbou, Christophe Deylaud, David Berty, Thomas Castaignède, Philippe Carbonneau, Émile Ntamack, Stéphane Ougier Remplaçants : Olivier Carbonneau, Éric Artiguste, Ugo Mola, Jean-Luc Cester, Richard Castel, Pascal Lasserre, Christophe Guiter          |
| CA Brive         | Titulaires : Didier Casadeï, Vincent Moscato, Richard Crespy, Éric Alégret, Laurent Bonventre, Loïc Van der Linden, Alain Carminati, Thierry Labrousse, Sébastien Bonnet, Alain Penaud, Christophe Lucquiaud, Jean-Marie Soubira, Romuald Paillat, Jérôme Carrat, Sébastien Paillat Remplaçants : Didier Faugeron, Arnaud Boudie, Alain Guettache, François Duboisset, Bruno Marty, Sotele Puleoto, Yvan Manhès, |
| Points marqués   | |
| Stade toulousain | 1 essai de D.Berty, 1 pénalité et 2 drops de C.Deylaud, 2 pénalités et 1 drop de T.Castaignède |
| CA Brive         | 1 essai de R.Paillat, 1 transformation et 2 pénalités de S.Paillat |

## Barrages de relégation
Pour des raisons financières l'ES Catalane, est relégué administrativement dans les divisions inférieures, permettant à Saint-Paul sports rugby (7e de la poule A2-1) d'éviter les barrages, et au SC Graulhet de participer aux barrages.
| Date   | Équipe Groupe A2 | Équipe 2      | Résultat |
| ------ | ---------------- | ------------- | -------- |
| 26 mai | Stade rochelais  | US Oyonnax    | 18-15    |
| 26 mai | Montauban        | FC Oloron     | 35-21    |
| 26 mai | SC Graulhet      | US Marmande   | 17-19    |
| 26 mai | Valence d'Agen   | Avenir aturin | 26-24    |

## Groupe B
- Article détaillé :Groupe B 1995-1996

### Finale
| Année | Vainqueur      | Score   | Finaliste         |
| ----- | -------------- | ------- | ----------------- |
| 1996  | Stade français | 23 – 16 | Stade aurillacois |

## Statistiques
Les statistiques incluent la phase finale.

### Meilleurs réalisateurs
Laurent Mazas est le meilleur réalisateur de la saison avec 288 points inscrits.
| Rang | Joueur            | Club               | Points |
| ---- | ----------------- | ------------------ | ------ |
| 1    | Laurent Mazas     | US Colomiers       | 288    |
| 2    | Claude Mignaçabal | US Romans Péage    | 276    |
| 3    | David Arrieta     | Biarritz olympique | 258    |

### Meilleurs marqueurs
Yannick Martin est le meilleur marqueur avec 11 essais marqués.
| Rang | Joueur               | Club                | Essais |
| ---- | -------------------- | ------------------- | ------ |
| 1    | Yannick Martin       | Stadoceste tarbais  | 11     |
| 2    | David Venditti       | CS Bourgoin-Jallieu | 10     |
| 3    | Christophe Juillet   | AS Montferrand      | 9      |
| -    | Philippe Saint-André | AS Montferrand      | 9      |